# Clonophycus elegans
Espèce
Clonophycus elegans est une espèce d'organismes fossiles. Le taxon n'a pu être attribué à un domaine et est donc classé parmi les Biota incertae sedis. Il pourrait s'agir d'un organisme procaryote photosynthétique ou d'une algue eucaryote verte ou rouge.

## Présentation
Il s'agit de l'espèce type du genre Clonophycus, qui a été trouvée dans la Formation de Barney Creek (du groupe McArthur) en Australie, et est datée du milieu du Protérozoïque.